# 雪国食文化研究所
雪国食文化研究所（ゆきぐにしょくぶんかけんきゅうじょ）は新潟県内の旅館の若手経営者有志によってつくられた合同会社。
地場の食材を生かした食文化を広めることを目的に、産業振興のための新たなビジネスモデルを構築し、雪国伝統の食材や料理が味わえるレストランを出店すると共に、本業である旅館業への誘客にもつなげる業務を行っている。

## 概要
地元農家から野菜を仕入れて、一次加工を行い、旅館やレストランに流通させる……といった「小さな循環」を地域に創る会社である。
地元食材の仕入れは旅館単体では困難で、廃棄される食材も少なくない。雪国食文化研究所は直接生産者から野菜を購入すると共に、一次加工を済ませたものを販売するため、旅館やレストランのほうでは自分の施設で使用する量の食材を注文できると共に煮物料理などにすぐ使える状態に加工済であることから、調理の工数も削減できる。雪国食文化研究所では複数の注文をとりまとめることになるので、生産者からすればまとまった野菜を購入する大口顧客として供給量が期待できる。さらには、豊作などで生産者の供給が上回った場合でも、雪国食文化研究所が野菜を加工してストックしておけるため、過剰供給を断る必要もなくなる。
また、道の駅などに雪国食文化研究所直営のレストランの出店も行っている。

## レストラン

### manma and cafe ユキマツリ
manma and cafe ユキマツリは道の駅クロス10十日町内のカフェレストラン。2012年4月8日開業。運営はいせんが行っている。
「manma」は「日常食」の意であり、観光客のみならず地元住民にも気軽に利用できるよう、地元食材や郷土料理を提供することを意図している。
観光客向けに米やソバをつかったような料理では本当の意味で地域の食文化は根付かないし、広まりもしないという考えで、地元の人が日常的に利用できると共に観光客にも満足ができるような郷土料理の提供を目指している。

### ちゃわんめし たっぽ家
ちゃわんめし たっぽ家は道の駅南魚沼内のレストラン。2012年7月開業。ちゃわんめしを提供するファーストフード感覚の店である。
当初、地元主婦グループによる地元農産物を使った飲食店が予定されていたが、主婦グループでは経営が行えないとして、雪国食文化研究所に打診があった。パン屋やスイーツ店の出店という話も進んでいたが、「魚沼コシヒカリ発祥の地でパン屋やスイーツでは食のブランド化につながらない」と出店を決意した。
「たっぽ」は「田んぼ」の意。

## 設立の経緯
日本全土で交通インフラの整備が進み、都市部から地方への移動が容易になると共に、地方から都市部への若年層の人口流出をもたらしたことで、地方は過疎化、高齢化が進み、農業や観光といった基幹産業は活力を失っている。
上越新幹線沿線では北陸新幹線開業に伴う需要の落ち込み予測、いわゆる2014年問題 (新幹線)も問題となっていた。この対策として古くからある、例えば江戸時代にベストセラーとなった『北越雪譜』（鈴木牧之著）に詳しく紹介されているような、地元では当たり前だった価値観を見直し、「雪国の文化」として守ると共に紹介する動きが出てきて、「雪国A級グルメ」といった伝統食のストーリー展開が始動する。しかし、これには問題が発生することになる。雪国の集落では地元の産物を地元コミュニティで消費する循環が出来上がっており、旅館で地元食材を利用することは非常に難しく、非効率でもあったのだ。
そこで、「既存の流通構造が妨げになるのならば、新たな仕組みに変更すればよい」と旅館の若旦那たちが手を取り合うことになる。これには一度は育った土地を張られて、育った地域を良さをを外からの目線で確認できる世代がそろっていたことも影響していると考えられる。
代表社員である井口知裕は、新潟県湯沢町で旅館・HATAGO井仙のほかレストランなどを経営する(株)いせんの代表取締役でもある。2005年にはHATAGO井仙内に地元食材を旬の時期にシンプルな調理法で提供するレストラン「魚沼キュイジーヌ料理 むらんごっつぉ」を開業し、人気店となっていた。しかしながら、井口は「1レストラン、1旅館だけで頑張ってもその旅館の人気が高まりこそすれ、地域ブランドとしては根付かない」とも感じていた。旅館の取り引き関係のある地元の農家、酒蔵、味噌蔵などが連鎖的に廃業に追い込まれることも想像に難くない。これを防ぐためにも地域の食の価値を高めてブランド化すること、地域の食文化を「食産業」に昇華させる仕組みが必要であった。
2008年に観光庁が設置され、観光圏構想の推進を始めた当初から井口は名乗りを挙げ、3県7市町村からなる雪国観光圏立ち上げの主要メンバーにもなっている。
こういった取り組みの一環として、井口と松之山温泉ひなの宿 ちとせ専務の柳一成、越後湯沢温泉雪国の宿 高半専務の高橋五輪夫の3旅館の若旦那による共同出資で2011年9月に合同会社雪国食文化研究所が設立された。